# فرط حاسة الذوق
فرط حاسة الذوق أو رهافة التذوق (بالإنجليزية: Hypergeusia)‏ اضطراب يزداد فيه الإحساس بشكل غير طبيعي. يمكنه أن يترافق مع آفة في حفرة القحف الخلفية أو مع مرض أديسون. حيث يشتهي المريض الذوق المالح والحامض بسبب الفقدان غير الطبيعي للأيونات مع البول.